# ワスプ級強襲揚陸艦
ワスプ級強襲揚陸艦（ワスプきゅうきょうしゅうようりくかん、英語: Wasp-class amphibious assault ship）は、アメリカ海軍の強襲揚陸艦 (LHD) の艦級。
先行するタラワ級の拡大強化型として、1984年度から1996年度計画で7隻が建造された。その後、2002年度計画で更に1隻が追加されたが、こちらは大規模な設計変更がなされており、続くアメリカ級のベースになった。

## 来歴
ヘリコプターの発達を受けて、アメリカ海兵隊では水陸両用作戦でのヘリボーン戦術の有用性に着目し、海軍もその洋上拠点となるヘリ空母についての検討に着手した。実験的に護衛空母「セティス・ベイ」を改装したのち、まず1958年度より、ヘリコプター揚陸艦（LPH）としてイオー・ジマ級7隻が建造された。またこれと並行して、ヘリコプターの運用能力は妥協しつつ、上陸用舟艇の運用能力を強化したドック型輸送揚陸艦（LPD）の計画も進められ、1959年度よりローリー級の建造が開始された。
当初の構想では、LPHは舟艇の運用能力を持たず、LPHとLPDとを揚陸輸送艦 (LPA) と貨物揚陸艦（LKA）のように補完させあって運用することになっていた。しかしその後、艦隊としての重装備の揚陸能力の不足が懸念されたことから、LPHとLPDを統合し、全通飛行甲板によるヘリコプターの運用能力とウェルドックによる上陸用舟艇の運用能力を兼ね備えた新しい艦種が構想された。これがタラワ級強襲揚陸艦 (LHA) であり、1969年度から建造が開始された。ただし当初は9隻が建造される予定だったものの、建造費の高騰に伴って、後半4隻の計画は撤回された。
海軍では、1970年代末より、従来のLCUの後継となるLCAC-1級エア・クッション型揚陸艇を開発していたが、これが配備されると、タラワ級では適合性に問題があることが判明した。このことから、イオー・ジマ級の後継艦としては、タラワ級をもとにLCAC-1級に対応した発展型が建造されることになった。LHAの追加建造であると思われないよう、新しい船体分類記号が求められたことから、ウェルドックの設計が主要な改訂点となることに着目して、こちらはLHD (Landing helicopter dock) と称されるようになった。1979年5月には計画文書が作成され、1981年6月には要求性能に関する定義が策定された。そして1984年度より建造が開始された。これが本級である。

## 設計

### 船体
タラワ級では、上部が空母形式で、後半部に格納庫とウェルドックを設け、前半部には上陸部隊の居住区画、車両・装備品の搭載区画などが設けられていた。この基本的な設計は本級でも踏襲されたが、抗堪性の観点から、戦闘指揮所（CIC）などの指揮・統制区画を艦橋構造物からギャラリーデッキに移すなど、艦内配置は一部で改正された。またCBR対策など、防御面は全体に強化されている。
その他にも、艦首にバルバス・バウを付し、ビルジキールの面積を増大するなどの設計変更が行われた。上部構造物・船体は1,500個以上の区画に分割されている。CICなどの移設に伴い、上部構造物は2層分低くなった。また5番艦からは艦橋周囲の兵装配置が変更され、前檣が三脚構造になった。
なお本級では、航空運用機能を更に強化するため、スキージャンプを設置することも検討されたものの、スキージャンプ部分でヘリコプターが発着できなくなって同時発着数が減少することが問題視され、艦型が大きく十分な滑走距離を確保できることも勘案して、結局は採用されなかった。またアングルド・デッキの導入も検討されたものの、空母としての印象が強くなってしまうことを警戒して、こちらも棄却された。

### 機関
機関は、最終8番艦を除いて、タラワ級と同構成となっている。ギアード・タービン方式で、ボイラー2缶、蒸気タービン2基により、二段減速機を介して2軸のスクリュープロペラを駆動する。蒸気性状は圧力600 lbf/in2 (42 kgf/cm2)、温度900 °F (482 °C)とされた。5番艦以降では、これらの蒸気タービンにかえて、ゼネラル・エレクトリック LM2500ガスタービンエンジン4基に変更することも検討されたが、これは実現しなかった。
電源としては、出力2,000キロワットのターボ発電機5基、2,000キロワットのディーゼル発電機2基を搭載した。
これに対し、計画年度が開いた最終8番艦「マキン・アイランド」では、主機構成をCODLOG（電気・ガスタービン複合推進：hybrid-electric propulsion system）に変更している。これは、低速時（12ノット以下）には補助電動機（APS）、高速時にはLM2500によって推進器を駆動する方式であり、これにより、同艦は、アメリカ海軍で初めてガスタービン主機を備えた全通甲板艦となった。同艦の運用実績においては、全航行時間の70-75パーセントがAPSでの推進であり、この結果、蒸気タービン推進の1-7番艦では35,000-40,000ガロン/日の燃料を消費するのに対し、同艦では15,000ガロン程度に抑えられており、この結果、退役までに、他艦と比して2億5,000万ドル以上の節約になると推定されている。
|      | LHD-1〜7                              | LHD-8                               |
| ---- | ------------------------------------- | ----------------------------------- |
| 方式 | ギアード・タービン                    | CODLOG                              |
| 構成 | ボイラー×2缶                          | ディーゼル発電機×6基                |
| 構成 | ボイラー×2缶                          | 電動機×2基                          |
| 構成 | 蒸気タービン×2基                      | LM2500ガスタービンエンジン×2基      |
| 構成 | スクリュープロペラ×2軸                |                                     |
| 出力 | - 最大: 77,000馬力 - 持続: 70,000馬力 | - 72,000馬力 - (電動機: 10,000馬力) |

## 能力

### 航空運用機能
全通飛行甲板は249.6×36.0メートルを確保した。寸法としてはタラワ級とほぼ同様だが、タラワ級では艦砲を装備するために切り欠きを設けていたのに対し、本級ではこれを省き、ほぼ障害物のない完全な矩形に近くなったことで、CH-53Eヘリコプター9機を同時に発着させることができるようになった。またHY100高張力鋼を導入して、強度も向上させている。
飛行甲板レイアウトの改訂の一環として、航空機用のエレベーターは2基とも舷側装備となった。大きさは15.2×13.7メートル、力量34トンとされた。またこの他に、弾薬などの物資用エレベーター6基が設けられており、それぞれ力量5.4トン、合計で7.6×3.6メートル大である。ギャラリーデッキを挟んで下方に格納庫を設けているのはタラワ級と同様だが、その床面積は約1,922.9平方メートルに拡張されており、長さは約74.2メートル、幅25.9メートル、高さは6.4メートルとされる。
標準的な搭載機は、MV-22×10機、CH-53E/K×4機、AH-1W/Z×4機、UH-1N/Y×3機、AV-8B×6機とされている。ヘリコプターの最大搭載数はタラワ級と大差なく、全てCH-46中型ヘリコプターとした場合は、タラワ級では43機であったのに対し、本級は42機とされた。一方でSTOVL（短距離離陸・垂直着陸）運用への対応は大幅に強化されたが、これは制海艦としての運用を想定したものでもあった。AV-8Bを目一杯詰め込めば28機を搭載できるが、制海艦として行動する場合には、AV-8B攻撃機20機とSH-60B LAMPSヘリコプター4～6機を搭載することが想定されている。この場合、上陸部隊用の資機材スペースに弾薬が、追加の車両や予備部品は車両甲板に搭載されることになり、構成変更は15～30日で完了できる。2003年のイラク戦争では、「バターン」「ボノム・リシャール」がそれぞれ22機および24機のAV-8Bを搭載して「ハリアー空母」として活動し、空母としての有用性を認めさせたと評されている。一方、航空燃料の搭載量はタラワ級と大差なく、1,232トン（JP-5 40万ガロン）とされたが、これではAV-8Bを運用する場合、2日以上の作戦行動は困難と見積もられた。その後、5番艦以降では1,960トンに増強されている。
その後、2010年代に入ると、AV-8Bの後継としてF-35Bの配備が開始された。海兵隊では、2022年頃からAV-8Bの退役を開始し、2025年度までに運用を終了する予定としている。これにあわせて、本級でもF-35Bの運用に対応して、飛行甲板の強化や耐熱塗料の改善などの改修を順次に実施していくものとみられており、2016年10月には「エセックス」が改修を完了した。

### 輸送揚陸機能

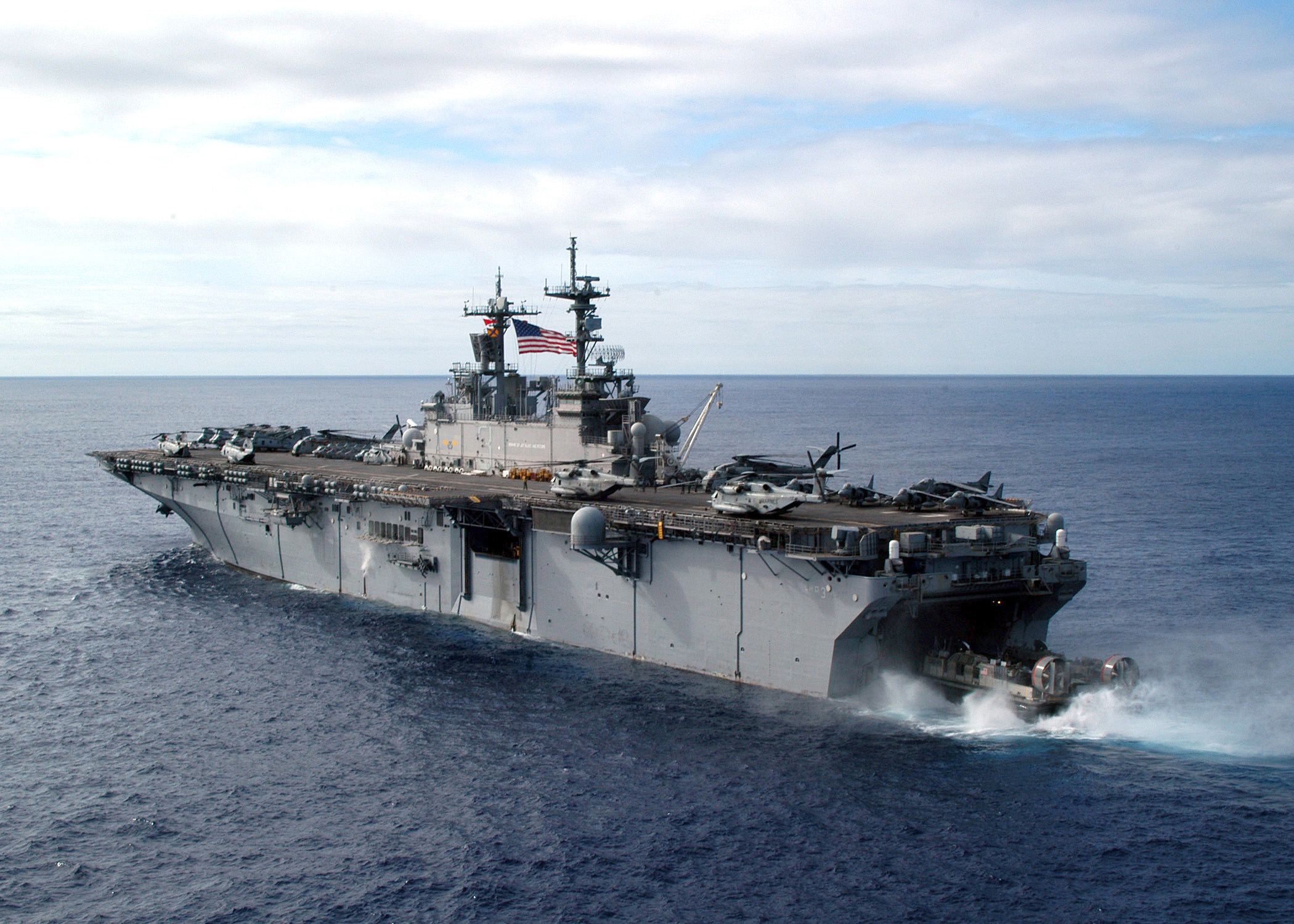
「キアサージ」から発進するLCAC

上記の経緯により、本級ではタラワ級と比して、ウェルドックの設計は大きく改訂された。長さ98.1×幅15.2メートル、高さ8.5メートルと、やや狭くなるかわりに長さを増しており、また中心部の仕切り板を廃止することで、LCAC-1級エア・クッション型揚陸艇3隻を収容できるようになった。また艦尾門扉も、タラワ級では上下に分割して開く形式だったが、本級ではLPDやLSDと同様の1枚扉になった。なお在来式の上陸用舟艇の場合、LCUなら2隻、LCM(8)なら6隻、LCM(6)なら12隻を収容できる。ドックに漲水するためのバラスト水は15,000トンを搭載する。
一方、上陸部隊の収容能力は若干低下し、計画値としては、タラワ級では1,903名とされていたものが本級では1,810名となった（実数はそれぞれ2,075名と1,893名）。その装備を収容するためのスペースも減少しており、車両甲板は14,200平方フィート (1,320 m2)、貨物搭載スペースは60,000立方フィート (1,700 m3)となった。標準的な搭載車両は、M1A1戦車5両、LAV-25歩兵戦闘車25両、M198/M777 155mm榴弾砲8門、M939/FMTV/MTVR各種トラック68両、兵站車両10両および支援車両若干とされる。
なお本級は、医療設備として病床60床（うち集中治療室14床）、手術室4室を備えている。また、医療区画に隣接した海兵隊居住区を一般病床として転用した場合、さらに200床を確保することができる。

### 個艦戦闘機能

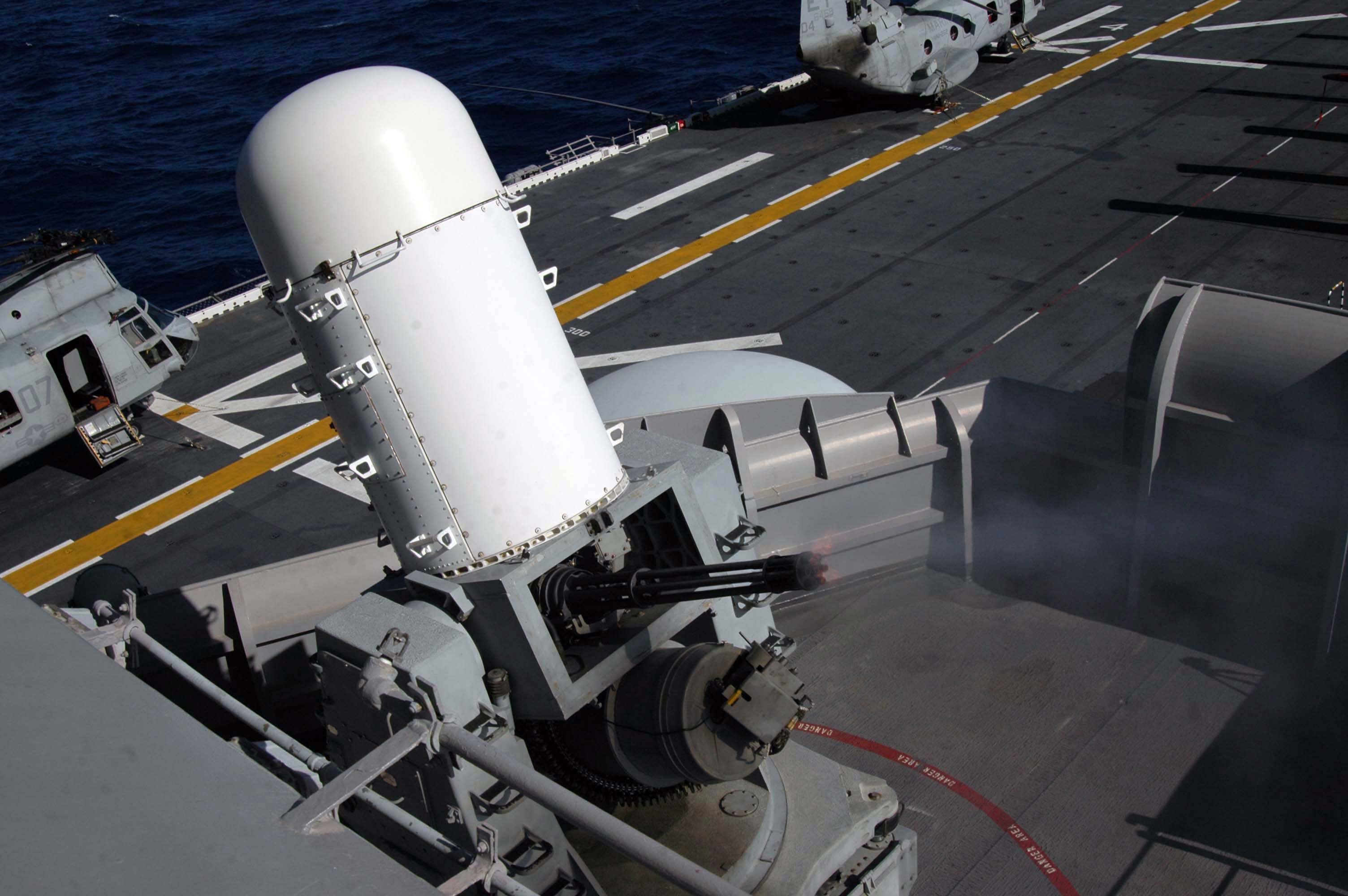
「ワスプ」搭載のファランクスCIWS

タラワ級では対地火力支援も想定した艦砲が搭載されていた（後日撤去）のに対し、本級では当初から、個艦防空を重視した構成となっており、シースパロー個艦防空ミサイルの8連装発射機とファランクス 20mmCIWSが搭載された。また5番艦からはRAM近接防空ミサイルの21連装発射機2基を搭載し、他の艦にも後日装備されたが、この際にファランクス1基が撤去された。
また、近距離の対水上用として75口径25mm単装機関砲や12.7mm単装機銃も搭載されている。
戦術情報処理装置としてはACDSブロック0を基本として、7番艦ではブロック1とした。また全艦がSSDSを装備しており、特に1・7・8番艦ではSSDS Mk.2を備えている。上陸部隊のためにMTACCS（Marine Corps Tactical Command and Control System）およびAFATDS（Advanced Field Artillery TDS）を備えている。指揮統制区画には、シギント室（SSES）、旗艦用司令部作戦室（Flag Plot）、上陸部隊指揮所、統合情報センター、支援火力調整センター（supporting arms coordination center）、戦術兵站群、ヘリコプター兵站群、航空統制センター（TACC）、ヘリコプター指揮センター、そしてヘリコプター調整室が設けられている。

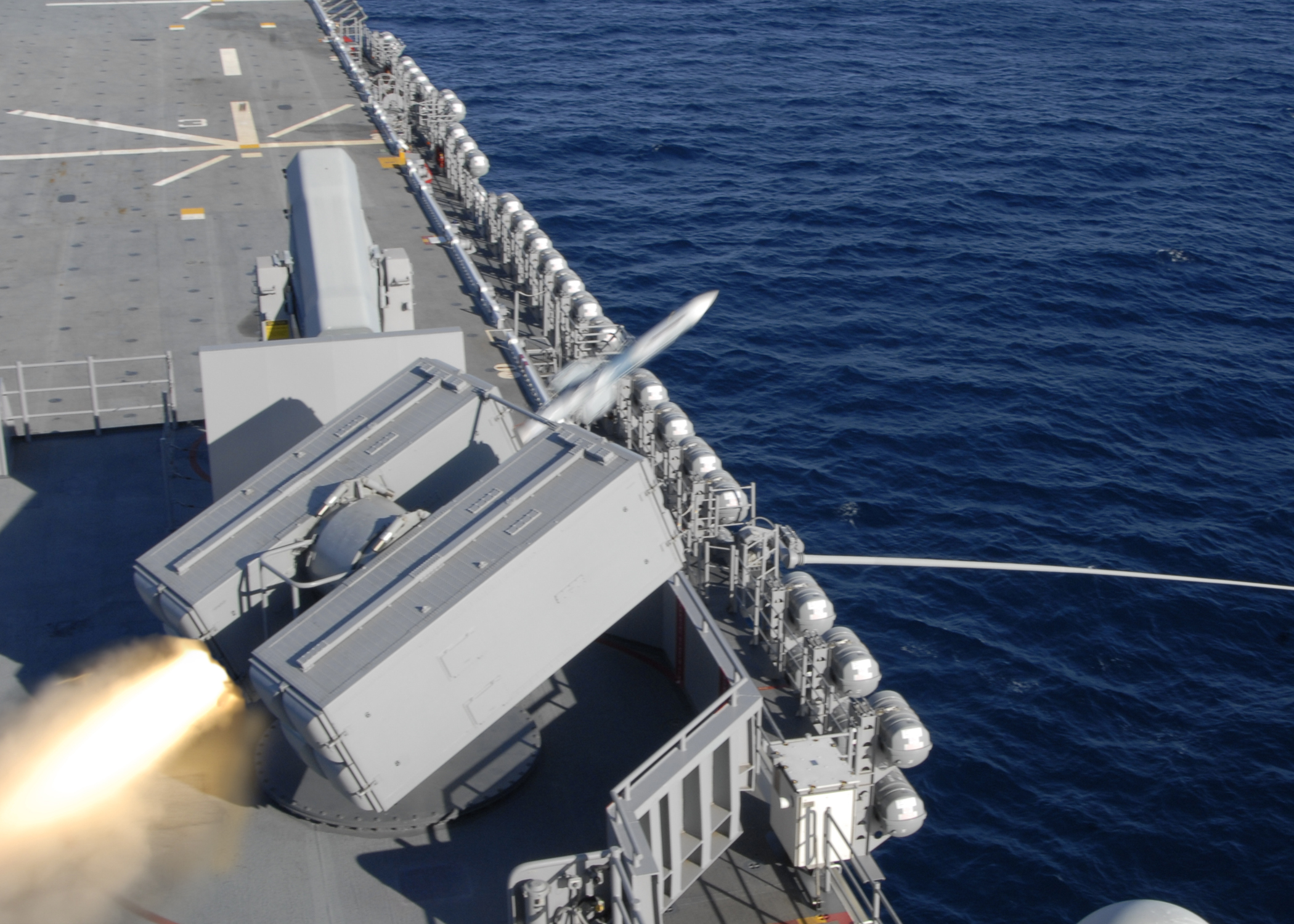
「マキン・アイランド」搭載のシースパロー
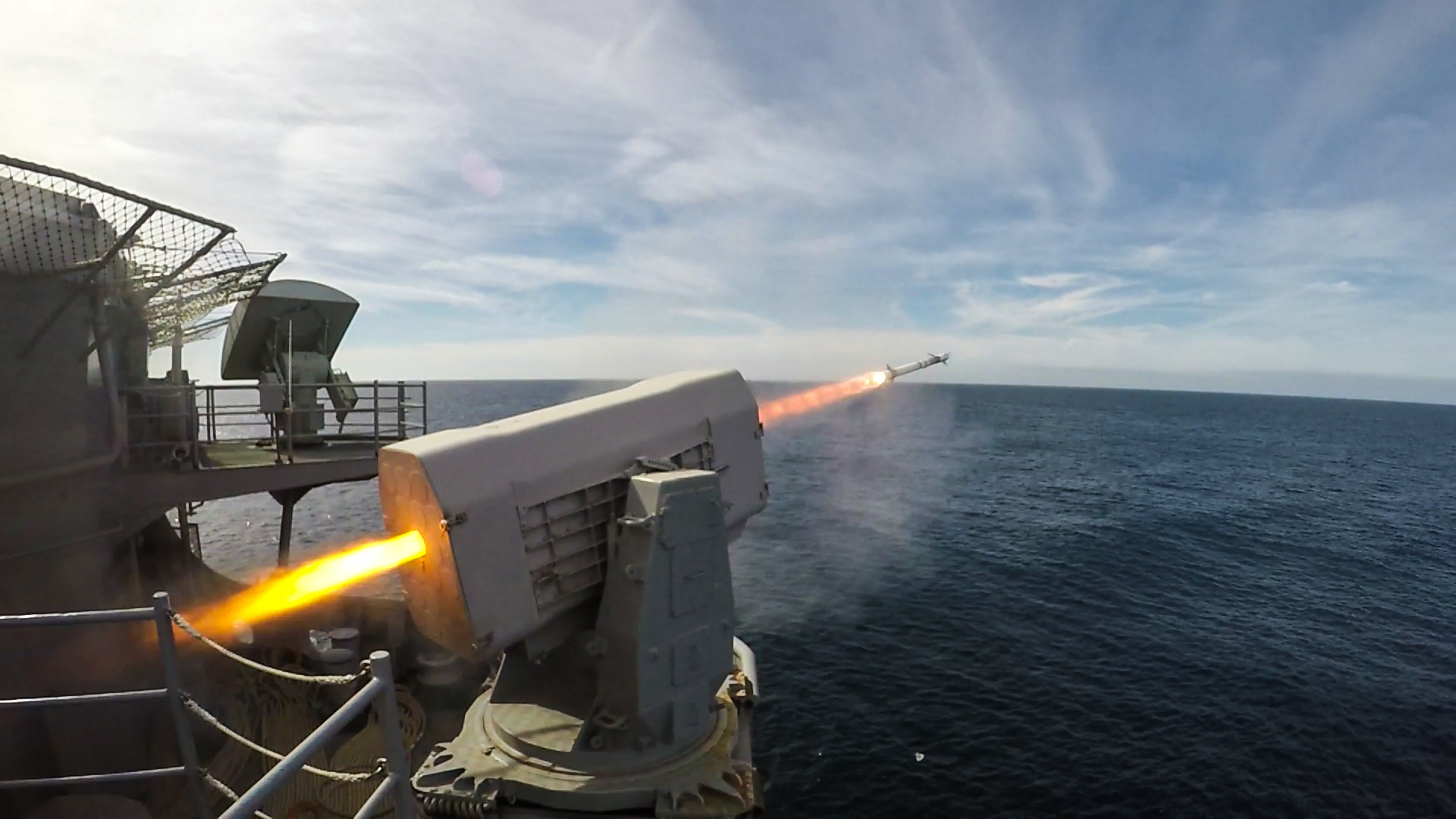
「バターン」搭載のRAM

### 歴代強襲揚陸艦との比較
|              |            | LHA アメリカ級                | LHA アメリカ級                | LHD ワスプ級                  | LHD ワスプ級                  | LHA タラワ級 (最終状態)       | LPH イオー・ジマ級 (最終状態) |
| フライトI    | フライト0  | 8番艦                         | 1-7番艦                       |                               |                               | LHA タラワ級 (最終状態)       | LPH イオー・ジマ級 (最終状態) |
| ------------ | ---------- | ----------------------------- | ----------------------------- | ----------------------------- | ----------------------------- | ----------------------------- | ----------------------------- |
| 船体         | 満載排水量 | 50,000 t以上                  | 45,570 t                      | 41,335 t                      | 40,650 t                      | 39,300 t                      | 18,300 t                      |
| 船体         | 全長       | 257.3 m                       | 257.3 m                       | 257.3 m                       | 257.3 m                       | 254.2 m                       | 180.4 m                       |
| 船体         | 最大幅     | 32.3 m                        | 32.3 m                        | 42.7 m                        | 42.7 m                        | 38.4 m                        | 31.7 m                        |
| 機関         | 方式       | CODLOG                        | CODLOG                        | CODLOG                        | 蒸気タービン                  | 蒸気タービン                  | 蒸気タービン                  |
| 機関         | 出力       | 70,000 hp                     | 70,000 hp                     | 72,000 hp                     | 77,000 hp                     | 77,000 hp                     | 22,000 hp                     |
| 機関         | 速力       | 22ノット                      | 22ノット                      | 22ノット                      | 22ノット                      | 24ノット                      | 23ノット                      |
| 兵装         | 砲熕       | 25mm単装機関砲×2 - 4基        | 25mm単装機関砲×2 - 4基        | 25mm単装機関砲×2 - 4基        | 25mm単装機関砲×2 - 4基        | 25mm単装機関砲×2 - 4基        | 76mm連装砲×2基                |
| 兵装         | 砲熕       | ファランクス 20mmCIWS×2 - 3基 |                               |                               |                               |                               |                               |
| 兵装         | 砲熕       | 12.7mm連装機銃×3 - 8基        | 12.7mm連装機銃×3 - 8基        | 12.7mm連装機銃×3 - 8基        | 12.7mm連装機銃×3 - 8基        | 12.7mm連装機銃×3 - 8基        | ―                             |
| 兵装         | ミサイル   | ESSM 8連装発射機×2基          | ESSM 8連装発射機×2基          | シースパロー 8連装発射機×2基  | シースパロー 8連装発射機×2基  | ―                             | シースパロー 8連装発射機×2基  |
| 兵装         | ミサイル   | RAM 21連装発射機×2基          |                               |                               |                               |                               | シースパロー 8連装発射機×2基  |
| 航空運用機能 | 飛行甲板   | 全通（STOVL対応）             | 全通（STOVL対応）             | 全通（STOVL対応）             | 全通（STOVL対応）             | 全通（STOVL対応）             | 全通（STOVL対応）             |
| 航空運用機能 | 航空燃料   | 不明                          | 3,813 t                       | 1,960 t                       | 約1,200 t                     | 約1,200 t                     | 約1,200 t                     |
| 航空運用機能 | 搭載機数   | AV-8Bなら24機、F-35Bなら20機  | AV-8Bなら24機、F-35Bなら20機  | AV-8Bなら24機、F-35Bなら20機  | AV-8Bなら24機、F-35Bなら20機  | AV-8Bなら20機                 | AV-8なら12機                  |
| 航空運用機能 | 搭載機数   | MV-22Bなら42機                | MV-22Bなら42機                | MV-22Bなら42機                | MV-22Bなら42機                | CH-46なら38機                 | CH-46なら20機                 |
| 輸送揚陸機能 | 舟艇       | LCACなら2隻                   | なし                          | LCACなら3隻 LCM(6)なら12隻    | LCACなら3隻 LCM(6)なら12隻    | LCACなら1隻 LCM(6)なら20隻    | なし （7番艦のみLCVP×2隻）    |
| 輸送揚陸機能 | 上陸部隊   | 1個大隊揚陸チーム (約1,900名) | 1個大隊揚陸チーム (約1,900名) | 1個大隊揚陸チーム (約1,900名) | 1個大隊揚陸チーム (約1,900名) | 1個大隊揚陸チーム (約1,900名) | 1個大隊揚陸チーム (約1,900名) |
| 同型艦数     | 同型艦数   | 9隻予定                       | 2隻                           | 1隻                           | 7隻（1隻退役）                | 5隻（退役）                   | 7隻（退役）                   |

## 同型艦
全艦がインガルス造船所で建造された。
| 艦番号 | 艦名                                    | 発注            | 起工            | 進水            | 就役            | 退役           | 母港                                  |
| ------ | --------------------------------------- | --------------- | --------------- | --------------- | --------------- | -------------- | ------------------------------------- |
| LHD-1  | ワスプ USS Wasp                         | 1984年 2月28日  | 1985年 5月30日  | 1987年 8月4日   | 1989年 7月29日  |                | バージニア州 ノーフォーク海軍基地     |
| LHD-2  | エセックス USS Essex                    | 1986年 9月10日  | 1989年 3月20日  | 1991年 9月23日  | 1992年 10月17日 |                | カリフォルニア州 サンディエゴ海軍基地 |
| LHD-3  | キアサージ USS Kearsarge                | 1987年 11月20日 | 1990年 2月6日   | 1992年 3月26日  | 1993年 10月16日 |                | バージニア州 ノーフォーク海軍基地     |
| LHD-4  | ボクサー USS Boxer                      | 1988年 10月3日  | 1991年 4月18日  | 1993年 8月23日  | 1995年 2月11日  |                | カリフォルニア州 サンディエゴ海軍基地 |
| LHD-5  | バターン USS Bataan                     | 1991年 12月20日 | 1994年 6月22日  | 1996 3月15日    | 1997年 9月20日  |                | バージニア州 ノーフォーク海軍基地     |
| LHD-6  | ボノム・リシャール USS Bonhomme Richard | 1992年 12月11日 | 1995年 4月18日  | 1997年 3月14日  | 1998年 8月15日  | 2021年 4月14日 | カリフォルニア州 サンディエゴ海軍基地 |
| LHD-7  | イオー・ジマ USS Iwo Jima               | 1995年 2月28日  | 1997年 12月12日 | 2001年 3月15日  | 2001年 6月30日  |                | フロリダ州 メイポート海軍補給基地     |
| LHD-8  | マキン・アイランド USS Makin Island     | 2002年 4月19日  | 2004年 2月14日  | 2006年 10月22日 | 2009年 10月24日 |                | カリフォルニア州 サンディエゴ海軍基地 |

## 登場作品

### 映画
『キャプテン・フィリップス』
「ボクサー」が登場。ソマリア沖の海賊に拉致されたフィリップス船長の救出作戦に従事する、アーレイ・バーク級ミサイル駆逐艦「ベインブリッジ」の支援にあたる。
『ネイビーシールズ』
「ボノム・リシャール」が登場。Navy SEALsの前線基地として運用されており、中米沿岸に展開する。

### 漫画
『続・戦国自衛隊』
「エセックス」が登場。海上自衛隊のおおすみ型輸送艦「おおすみ」や第7艦隊所属艦と共に朝鮮半島へ向かっていた最中、「関ヶ原の戦い」前夜の戦国時代へタイムスリップしてしまう。以後は、徳川家康に味方するアメリカ軍の拠点として運用されることになる。

### ゲーム
『Operation Flashpoint: Dragon Rising』
「イオー・ジマ」が登場。スキラ島での奪還作戦を支援するため、スキラ島の近海に展開する。
『グランド・セフト・オート・サンアンドレアス』
艦番号「69」の「リバティー」が登場。SAMが2基搭載されており、ミッション「Vertical Bird」で本艦に侵入してこのSAMを無力化し、AV-8B ハリアーIIがモデルになった戦闘機「Hydra」を盗むことになる。
『鋼鉄の咆哮シリーズ』
Windows版のみ「エクストラキット」からワスプ級の船体と艦橋が追加され、プレイヤーが設計、使用することが可能になった。完成艦では「ワスプⅡ級」という名前になっている。敵では登場しない。
『大戦略シリーズ』
『バトルフィールドシリーズ』
『BF2』
「エセックス」が登場。マルチプレイの一部ステージでUSMC陣営の拠点となる。
『BF3』
「エセックス」が登場。マルチプレイの一部ステージでUSMC陣営の拠点となる。
『BF4』
キャンペーンとマルチプレイに「エセックス」が登場。キャンペーンでは「ヴァルキリー」という艦名で登場し、マルチプレイでは一部マップでUS陣営の拠点となる。